# Korceanî, Lebedîn
Korceanî (în ucraineană Корчани) este un sat în comuna Kaliujne din raionul Lebedîn, regiunea Sumî, Ucraina.

## Demografie
Componența lingvistică a localității Korceanî
     Ucraineană (98,31%)
     Belarusă (1,69%)
Conform recensământului din 2001, majoritatea populației localității Korceanî era vorbitoare de ucraineană (98,31%), existând în minoritate și vorbitori de belarusă (1,69%).